# NBA Draft 2013
De NBA Draft van 2013 werd gehouden op 27 juni 2013 in het Barclays Center in Brooklyn. NBA ploegen kozen om de beurt nieuwe spelers die kwamen uit collegebasketbal of die al actief waren internationaal. De eerste speler werd gekozen door de Cleveland Cavaliers en was Anthony Bennett. Het was ook de eerste draft voor de New Orleans Pelicans als Pelicans. Het was daarnaast ook de laatste draft voor David Stern als voorzitter van de NBA.

## Draft
| Ronde | Pick | Speler                   | Positie | Nationaliteit    | Club                   | School/Club                    |
| ----- | ---- | ------------------------ | ------- | ---------------- | ---------------------- | ------------------------------ |
| 1     | 1    | Anthony Bennett          | PF/SF   | Canada           | Cleveland Cavaliers    | UNLV Runnin' Rebels            |
| 1     | 2    | Victor Oladipo           | SG/PG   | Verenigde Staten | Orlando Magic          | Indiana Hoosiers               |
| 1     | 3    | Otto Porter Jr.          | SF      | Verenigde Staten | Washington Wizards     | Georgetown Hoyas               |
| 1     | 4    | Cody Zeller              | C/PF    | Verenigde Staten | Charlotte Bobcats      | Indiana Hoosiers               |
| 1     | 5    | Alex Len                 | C       | Oekraïne         | Phoenix Suns           | Maryland Terrapins             |
| 1     | 6    | Nerlens Noel             | C       | Verenigde Staten | New Orleans Pelicans   | Kentucky Wildcats              |
| 1     | 7    | Ben McLemore             | SG      | Verenigde Staten | Sacramento Kings       | Kansas Jayhawks                |
| 1     | 8    | Kentavious Caldwell-Pope | SG      | Verenigde Staten | Detroit Pistons        | Georgia Bulldogs               |
| 1     | 9    | Trey Burke               | PG      | Verenigde Staten | Minnesota Timberwolves | Michigan Wolverines            |
| 1     | 10   | CJ McCollum              | SG      | Verenigde Staten | Portland Trail Blazers | Lehigh Mountain Hawks          |
| 1     | 11   | Michael Carter-Williams  | PG      | Verenigde Staten | Philadelphia 76ers     | Syracuse Orange                |
| 1     | 12   | Steven Adams             | C       | Nieuw-Zeeland    | Oklahoma City Thunder  | Pittsburgh Panthers            |
| 1     | 13   | Kelly Olynyk             | C       | Canada           | Dallas Mavericks       | Gonzaga Bulldogs               |
| 1     | 14   | Shabazz Muhammad         | SG/SF   | Verenigde Staten | Utah Jazz              | UCLA Bruins                    |
| 1     | 15   | Giannis Antetokounmpo    | PF      | Griekenland      | Milwaukee Bucks        | Filathlitikos BC               |
| 1     | 16   | Lucas Nogueira           | C       | Brazilië         | Boston Celtics         | CB Estudiantes                 |
| 1     | 17   | Dennis Schröder          | PG      | Duitsland        | Atlanta Hawks          | Phantoms Braunschweig          |
| 1     | 18   | Shane Larkin             | PG      | Verenigde Staten | Atlanta Hawks          | Miami Hurricanes               |
| 1     | 19   | Sergej Karasjov          | SG/SF   | Rusland          | Cleveland Cavaliers    | BK Zenit Sint-Petersburg       |
| 1     | 20   | Tony Snell               | SF      | Verenigde Staten | Chicago Bulls          | New Mexico Lobos               |
| 1     | 21   | Gorgui Dieng             | C       | Senegal          | Utah Jazz              | Louisville Cardinals           |
| 1     | 22   | Mason Plumlee            | C       | Verenigde Staten | Brooklyn Nets          | Duke Blue Devils               |
| 1     | 23   | Solomon Hill             | SF      | Verenigde Staten | Indiana Pacers         | Arizona Wildcats               |
| 1     | 24   | Tim Hardaway Jr.         | SG      | Verenigde Staten | New York Knicks        | Michigan Wolverines            |
| 1     | 25   | Reggie Bullock           | SF      | Verenigde Staten | Los Angeles Clippers   | North Carolina Tar Heels       |
| 1     | 26   | André Roberson           | SG/SF   | Verenigde Staten | Minnesota Timberwolves | Colorado Buffaloes             |
| 1     | 27   | Rudy Gobert              | C       | Frankrijk        | Denver Nuggets         | Cholet Basket                  |
| 1     | 28   | Livio Jean-Charles       | SF      | Frankrijk        | San Antonio Spurs      | ASVEL Basket                   |
| 1     | 29   | Archie Goodwin           | SG      | Verenigde Staten | Oklahoma City Thunder  | Kentucky Wildcats              |
| 1     | 30   | Nemanja Nedović          | PG      | Servië           | Phoenix Suns           | BC Rytas Vilnius               |
| 2     | 31   | Allen Crabbe             | SG      | Verenigde Staten | Cleveland Cavaliers    | California Golden Bears        |
| 2     | 32   | Álex Abrines             | SG/SF   | Spanje           | Oklahoma City Thunder  | FC Barcelona Bàsquet           |
| 2     | 33   | Carrick Felix            | SG      | Verenigde Staten | Cleveland Cavaliers    | Arizona State Sun Devils       |
| 2     | 34   | Isaiah Canaan            | PG      | Verenigde Staten | Houston Rockets        | Murray State Racers            |
| 2     | 35   | Glen Rice Jr.            | SG      | Verenigde Staten | Philadelphia 76ers     | Rio Grande Valley Vipers       |
| 2     | 36   | Ray McCallum Jr.         | PG      | Verenigde Staten | Sacramento Kings       | Detroit Mercy Titans           |
| 2     | 37   | Tony Mitchell            | PF      | Verenigde Staten | Detroit Pistons        | North Texas Mean Green         |
| 2     | 38   | Nate Wolters             | PG      | Verenigde Staten | Washington Wizards     | South Dakota State Jackrabbits |
| 2     | 39   | Jeff Withey              | C       | Verenigde Staten | Portland Trail Blazers | Kansas Jayhawks                |
| 2     | 40   | Grant Jerrett            | PF      | Verenigde Staten | Portland Trail Blazers | Arizona Wildcats               |
| 2     | 41   | Jamaal Franklin          | SG      | Verenigde Staten | Memphis Grizzlies      | San Diego State Aztecs         |
| 2     | 42   | Pierre Jackson           | PG      | Verenigde Staten | Philadelphia 76ers     | Baylor Bears                   |
| 2     | 43   | Ricky Ledo               | SG      | Verenigde Staten | Milwaukee Bucks        | Providence Friars              |
| 2     | 44   | Mike Muscala             | C       | Verenigde Staten | Dallas Mavericks       | Bucknell Bison                 |
| 2     | 45   | Marko Todorović          | PF/C    | Montenegro       | Portland Trail Blazers | FC Barcelona Bàsquet           |
| 2     | 46   | Erick Green              | PG      | Verenigde Staten | Utah Jazz              | Virginia Tech Hokies           |
| 2     | 47   | Raul Neto                | PG      | Brazilië         | Atlanta Hawks          | Gipuzkoa Basket                |
| 2     | 48   | Ryan Kelly               | PF      | Verenigde Staten | Los Angeles Lakers     | Duke Blue Devils               |
| 2     | 49   | Erik Murphy              | PF      | Finland          | Chicago Bulls          | Florida Gators                 |
| 2     | 50   | James Ennis              | SF      | Verenigde Staten | Atlanta Hawks          | Long Beach State 49ers         |
| 2     | 51   | Romero Osby              | PF      | Verenigde Staten | Orlando Magic          | Oklahoma Sooners               |
| 2     | 52   | Lorenzo Brown            | PG      | Verenigde Staten | Minnesota Timberwolves | NC State Wolfpack              |
| 2     | 53   | Colton Iverson           | C       | Verenigde Staten | Indiana Pacers         | Colorado State Rams            |
| 2     | 54   | Arsalan Kazemi           | PF      | Iran             | Washington Wizards     | Oregon Ducks                   |
| 2     | 55   | Joffrey Lauvergne        | C       | Frankrijk        | Memphis Grizzlies      | KK Partizan                    |
| 2     | 56   | Peyton Siva              | PG      | Verenigde Staten | Detroit Pistons        | Louisville Cardinals           |
| 2     | 57   | Alex Oriakhi             | C       | Verenigde Staten | Phoenix Suns           | Missouri Tigers                |
| 2     | 58   | Deshaun Thomas           | SF      | Verenigde Staten | San Antonio Spurs      | Ohio State Buckeyes            |
| 2     | 59   | Bojan Dubljević          | PF      | Montenegro       | Minnesota Timberwolves | Valencia Basket                |
| 2     | 60   | Jānis Timma              | SF      | Letland          | Memphis Grizzlies      | BK Ventspils                   |

1947 · 1948 · 1949 · 1950 · 1951 · 1952 · 1953 · 1954 · 1955 · 1956 · 1957 · 1958 · 1959 · 1960 · 1961 · 1962 · 1963 · 1964 · 1965 · 1966 · 1967 · 1968 · 1969 · 1970 · 1971 · 1972 · 1973 · 1974 · 1975 · 1976 · 1977 · 1978 · 1979 · 1980 · 1981 · 1982 · 1983 · 1984 · 1985 · 1986 · 1987 · 1988 · 1989 · 1990 · 1991 · 1992 · 1993 · 1994 · 1995 · 1996 · 1997 · 1998 · 1999 · 2000 · 2001 · 2002 · 2003 · 2004 · 2005 · 2006 · 2007 · 2008 · 2009 · 2010 · 2011 · 2012 · 2013 · 2014 · 2015 · 2016 · 2017 · 2018 · 2019 · 2020 · 2021 · 2022 · 2023 · 2024